# Sky Brown
Sky Brown (Mijazaki, Japán, 2008. július 7. –) olimpiai bronzérmes és világbajnok brit-japán gördeszkás és szörföző. Ő a világ legfiatalabb profi gördeszkása. Nagy-Britanniát képviselte a 2020-as nyári olimpián, ahol 13 évesen bronzérmet szerzett, így ő lett az ország valaha volt legfiatalabb érmese.

## Pályafutása
Brownt a Nike szponzorálja, ő a legfiatalabb Nike által szponzorált sportoló.
2016-ban, 8 évesen Brown részt vett a Vans US Open versenyen.
2017-ben második lett az ázsiai kontinensdöntőn, és a 2018-as Vans Park Series legjobb versenyzője 10 között végzett.  
2018-ban megnyerte a Dancing with the Stars: Juniors című amerikai tévéműsort.
2019 februárjában megnyerte a Simple Session eseményt Tallinnban.
2019-ben a gördeszka-világbajnokságon harmadik lett. Ötödik lett az X Games eseményén.
Brown harmadik lett a 2020-as gördeszka-világbajnokságon Brazíliában.
2020. május 28-án, miközben Kaliforniában edzett négy és fél méter magasról egy elszámolt manővert követően pontosan a fejére esett, aminek következtében több koponyatörést szenvedett, valamint eltört a bal csuklója és karja.
A 2021-es X Games játékokon aranyérmet szerzett.
Bronzérmet szerzett a 2020-as nyári olimpián és Nagy-Britannia valaha volt legfiatalabb éremnyertesévé vált.
2021. december 19-én elnyerte a BBC Young Sports Personality of the Year díjat.

## Fordítás
- Ez a szócikk részben vagy egészben  a   Sky Brown című angol Wikipédia-szócikk fordításán alapul.  Az eredeti cikk szerkesztőit annak laptörténete sorolja fel. Ez a jelzés csupán a megfogalmazás eredetét és a szerzői jogokat jelzi, nem szolgál a cikkben szereplő információk forrásmegjelöléseként.